# Björn Jensen
Arne Björn Jensen, alias IM König, född 15 april 1923 i Norrköpings Sankt Olai församling i Östergötlands län, död 10 maj 2014 i Västermalms församling i Stockholm, var en svensk journalist och agent för den östtyska säkerhetstjänsten Stasis civila utrikesspionage HV A, Hauptverwaltung Aufklärung, 1977-1987. Insatsinriktningen som agent för Stasi var svensk och tysk socialdemokrati.

## Biografi
Jensens föräldrar invandrade från Danmark, men 1940 blev hela familjen svenska medborgare. Vid den här tiden var Jensen nazisympatisör. I juli 1944, när han var 21 år, genomförde han ett attentat mot den antinazistisk utställningen Danmark av idag arrangerad i Stockholm av "De fria danskarna" vilket var en del av den danska motståndsrörelsen. Vid öppnandet slängde han in en stinkbomb som resulterade i en brand i lokalen. Redan i början av augusti åkte han fast för dådet vilket resulterade i de första anteckningarna om honom hos säkerhetspolisen.

## Yrkeskarriär
Björn Jensen jobbade tidigt som reklamare och var sedan yrkesverksam som socialdemokratisk journalist, bland annat på Arbetarbladet och tillsammans med chefredaktören Enn Kokk på Aktuellt i Politiken. Kokk skrev 2007 att tidningens avdelning "Korta meningar", som skulle innehålla bitska, roliga absurda kortkommentarer "lockade en före detta reklamman, Björn Jensen, till att börja medarbeta i tidningen. Han levererade kortisar en masse, ofta lite osorterade - men efter min sovring och ibland bearbetning kom de bästa in i tidningen. 'Korta meningar' avancerade till att bli en av de på de andra ledarsidorna mest citerade avdelningarna i svensk press."

## Stasiagent
Med hjälp av sina goda kontakter i ledningen för Sveriges socialdemokratiska arbetareparti (SAP) kunde Jensen lämna ut väsentlig information om partiets och den svenska regeringens verksamhet och interna planering. Jensens verksamhet uppdagades efter DDR:s fall, och förundersökning inleddes 1994. Jensen erkände att han sysslat med olovlig underrättelseverksamhet rörande Tyskland för Stasis räkning, men nekade till att ha spionerat gällande Sverige. Åtal gick inte att resa då preskriptionstiden gått ut.
Björn Jensen rekryterades till Stasi 1977, vilket framgår av hans registreringsnummer XV 2924/77. Jensen finns registrerad i det så kallade Rosenholzkartotektet, vilket rör aktiva agenter för HV A strax före murens fall. Hans F16-kort, där registreringsnummer, kodnamn och verkligt namn framgår, överlämnades enligt Almgren från amerikanska CIA till Säpo i mars 2001. Något F22-kort verkar inte ha lämnats över till Sverige, däremot har CIA lämnat över detta till Tyskland, vilket gör att forskare och journalister har tillgång till detta hos Myndigheten för Stasiarkivet, BStU, i Tyskland. Hos BStU finns även den så kallade SIRA-databasen, som visar att Jensen rapporterat om svensk socialdemokrati. Av materialet i Stasiarkivet framgår också att Jensens förbindelseofficer var Horst Eismann och att han var registrerad som IMA, dvs en IM, en Stasiagent, som var utländsk medborgare (ausländischer Staatsbürger). Jensen ska enligt SIRA ha lämnat 66 rapporter till Stasi. Av Jensens F22-kort framgår att hans kodnamn var "König" (kungen). I SIRA-databasen, som inte kunde hantera bokstäver som ö och ü, är dock kodnamnet translittererat till "Koenig".

## Information till Stasi
I en studie av den tyske frilanshistorikern Christian Halbrock beskrivs Jensen som flitig uppgiftslämnare till sina kontaktpersoner från Stasi:
"Jensen träffade om och om igen DDRs pressattaché och lämnade generösa upplysningar ... Det visade sig gynnsamt vid de många mötena mellan 1979 och 1987 ... att DDR-sidan var villig att spendera. Notorna för de påkostade café - och restaurangbesöken togs av pressattachén och Stasi-officeren. Kontakten gynnades av att DDR-representanten till privata möten medförde en back [östtysk] Radeberger-öl".
"De facto begick Jensen utan tvekan landsförräderi: han överlämnade till sin dubiösa samtalspartner "regeringens interna telefonlista" och återgav 'åsikter från SAP-medlemmar i partiapparat och riksdag om läget i partiet'". 
"Björn Jensens lämnade upplysningar fyllde flera pärmar. De rörde 'interna synpunkter kring Sveriges ut- och inrikespolitik, ... SAPs strategi och taktik i valkampen, planerade personförändringar i den svenska regeringen, interna målsättningar ... för SAP inför  Socialistinternationalens möte i Bommersvik, bedömningen av det militärpolitiska läget ur SAPs synvinkel, konflikter inom Socialistinternationalen och SAP, svenska fackförbunds kontakter med Solidarnosc i Polen'. Listan går att göra längre."

## Socialdemokraternas kännedom om verksamheten
Ingen av de vid tiden ledande socialdemokraterna Ingvar Carlsson, Sten Andersson och Bo Toresson, eller den senare partisekreteraren Lars Stjernkvist, anade att informationsinsamlingen pågick.